# Résolution 362 du Conseil de sécurité des Nations unies
Membres permanents
- Chine
- États-Unis
- France
- Royaume-Uni
- URSS

Membres non permanents
- Australie
- Autriche
- RSS de Biélorussie
- Cameroun
- Costa Rica
- Indonésie
- Iraq
- Kenya
- Mauritanie
- Pérou

Résolution no 361 Résolution no 363
La résolution 362 du Conseil de sécurité des Nations unies est adoptée à 13 voix contre zéro lors de la 1 799e séance du Conseil de sécurité des Nations unies le 23 octobre 1974, a décidé que, bien que le Moyen-Orient soit resté calme, la situation était toujours instable, et donc cette résolution du Conseil de sécurité a prolongé le mandat de la Force d'urgence des Nations unies (FUNU) pour six mois supplémentaires, jusqu'au 24 avril 1975. Le Conseil a félicité la Force et les gouvernements qui lui ont fourni des hommes pour leurs contributions et s'est déclaré convaincu que la Force serait maintenue avec un maximum d'efficacité et d'économie. La résolution a également réaffirmé que la Force doit être en mesure de fonctionner militairement dans tout le secteur d'opérations égypto-israélien sans différenciation concernant le statut des différents contingents au regard des Nations unies.
La résolution a été adoptée par 13 voix contre zéro, tandis que la Chine et l'Irak n'ont pas participé au vote

### Sources
- (en) Cet article est partiellement ou en totalité issu de l’article de Wikipédia en anglais intitulé « United Nations Security Council Resolution 362 » (voir la liste des auteurs).

### Texte
- Résolution 362 sur fr.wikisource.org
- Résolution 362 sur en.wikisource.org